# Cyrtodactylus zhaoermii
Cyrtodactylus zhaoermii là một loài thằn lằn trong họ Gekkonidae. Loài này được Shi & Zhao mô tả khoa học đầu tiên năm 2010.